# ويلسون فلاغ
ويلسون فلاغ (بالإنجليزية: Wilson Flagg)‏ هو ضابط وطيار أمريكي، ولد في 26 أكتوبر 1938 في لونغ بيتش في الولايات المتحدة، وتوفي في 11 سبتمبر 2001 في مقاطعة أرلنغتون في الولايات المتحدة.